# Stazione di Manfredonia Ovest
La stazione di Manfredonia Ovest è una fermata ferroviaria posta sulla linea Foggia-Manfredonia, nella periferia occidentale della città di Manfredonia, fuori dal tessuto urbano della città garganica, a 5 km dal centro.

## Storia
La fermata di Manfredonia Ovest venne attivata l’11 giugno 2017.

## Strutture e impianti
La fermata, posta alla progressiva chilometrica 32+679 fra le fermate di Frattarolo e di Siponto, conta un unico binario, servito da un marciapiede lungo 125 metri e alto 25 centimetri sul piano del ferro, e parzialmente coperto da una pensilina.

## Movimento
La fermata è servita da alcune coppie di treni regionali, ma solo e unicamente nel periodo estivo